# Chvalkov
Chvalkov je vesnice, část obce Čížkrajice v okrese České Budějovice v Jihočeském kraji. Nachází se asi 0,9 kilometru jižně od Čížkrajic. Je zde evidováno 20 adres. V roce 2011 zde trvale žilo 81 obyvatel.

## Historie
První písemná zmínka o vesnici pochází z roku 1389.  V roce 1938 zde žilo 136 obyvatel. V letech 1938 až 1945 byl Chvalkov v důsledku uzavření Mnichovské dohody přičleněn k nacistickému Německu.

## Obyvatelstvo
| Rok            | 1869 | 1880 | 1890 | 1900 | 1910 | 1921 | 1930 | 1950 | 1961 | 1970 | 1980 | 1991 | 2001 | 2011 | 2021 |
| -------------- | ---- | ---- | ---- | ---- | ---- | ---- | ---- | ---- | ---- | ---- | ---- | ---- | ---- | ---- | ---- |
| Počet obyvatel | 132  | 102  | 138  | 131  | 136  | 138  | 136  | 69   | 52   | 49   | 67   | 70   | 80   | 81   | 80   |
| Počet domů     | 22   | 24   | 25   | 25   | 26   | 27   | 26   | 20   | 20   | 15   | 14   | 16   | 18   | 19   | 19   |

## Obecní správa
Při sčítání lidu v letech 1850–1868 Chvalkov byl osadou obce Kondrač v okrese Budějovice. V letech 1869–1889 byl osadou obce Pěčín v okrese Budějovice. V letech 1890–1922 byl znovu osadou obce Kondrač v okrese České Budějovice (v letech 1890–1910 Budějovice). V letech 1922–1975 byl osadou obce Čížkrajice, se kterým patřil nejprve do okresu České Budějovice, ale v roce 1950 v okrese Trhové Sviny a od roku 1960 v okrese České Budějovice. Od 1. ledna 1976 do 31. prosince 1993 byl částí města Trhové Sviny v okrese České Budějovice. Od 1. ledna 1994 je opět částí obce Čížkrajice v okrese České Budějovice.

## Pamětihodnosti
- Boží muka jihovýchodně od vsi, kulturní památka (torzo)
- Kamenná boží muka při cestě na Klažary při naučné stezce
- Naučná stezka Krajinou humanity[10] – v březnu 2021 s jednou zbývající funkční informační tabulí

## Fotogalerie

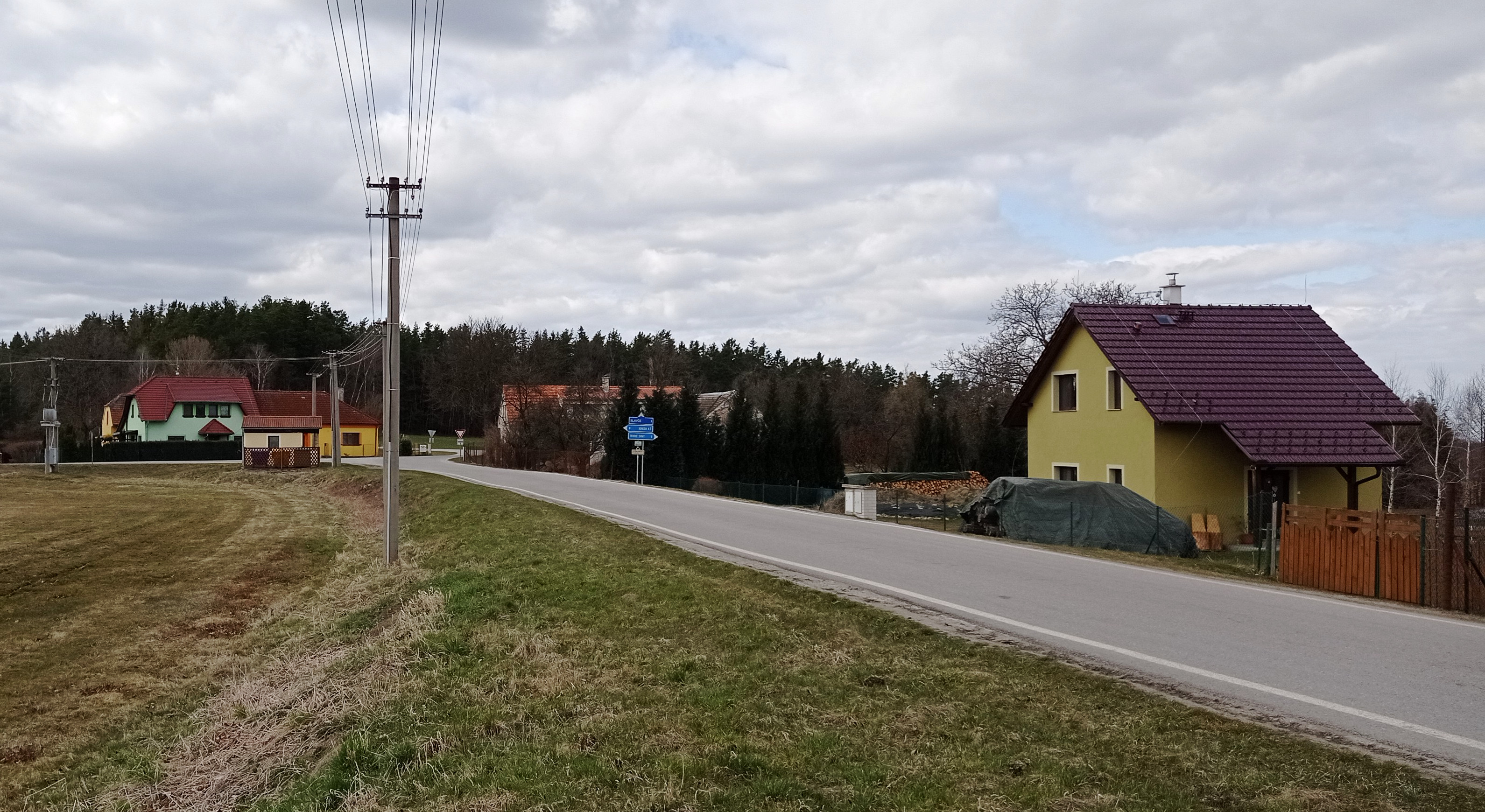
Pohled od jihovýchodu
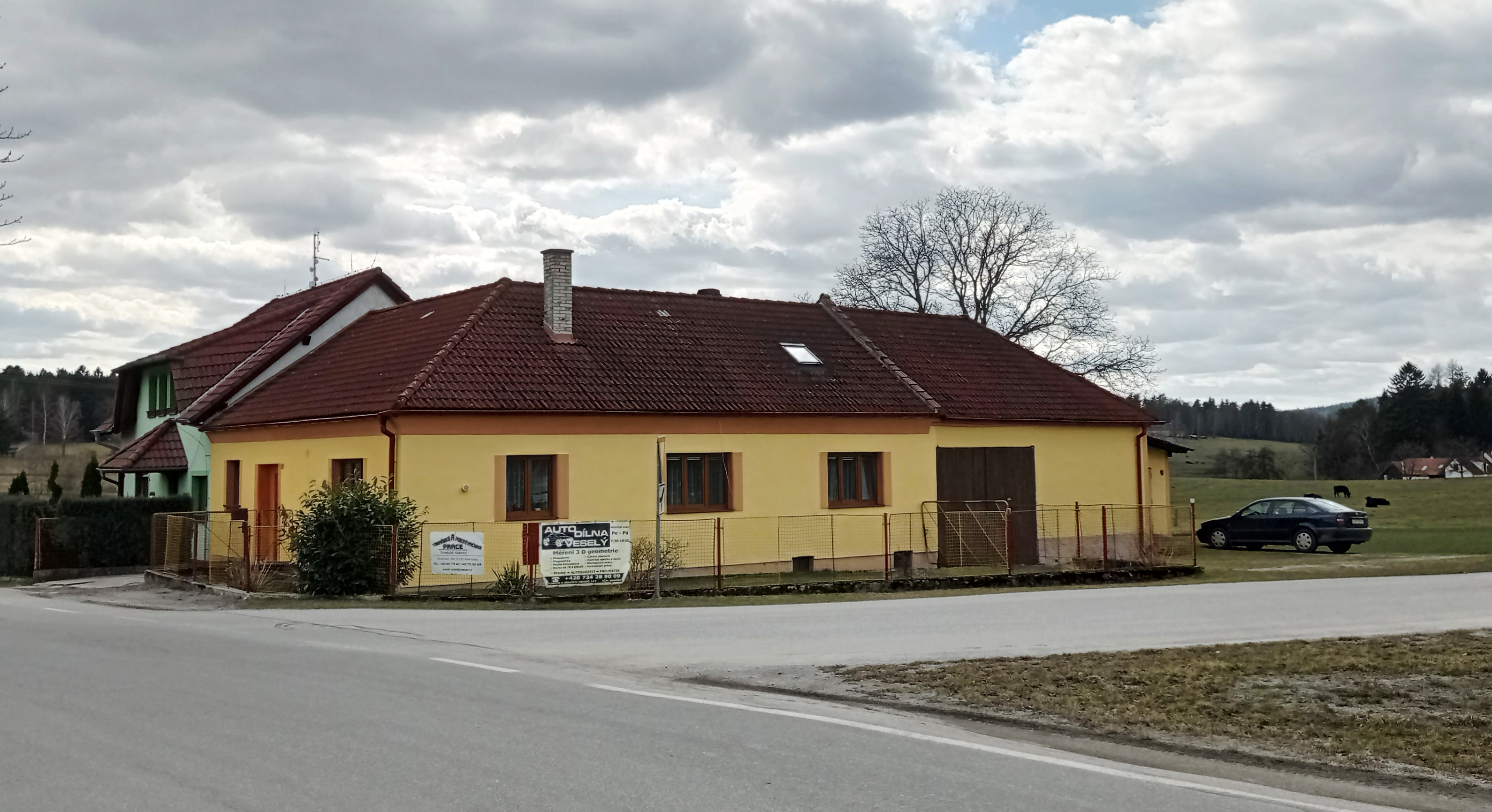
Stavení čp. 27
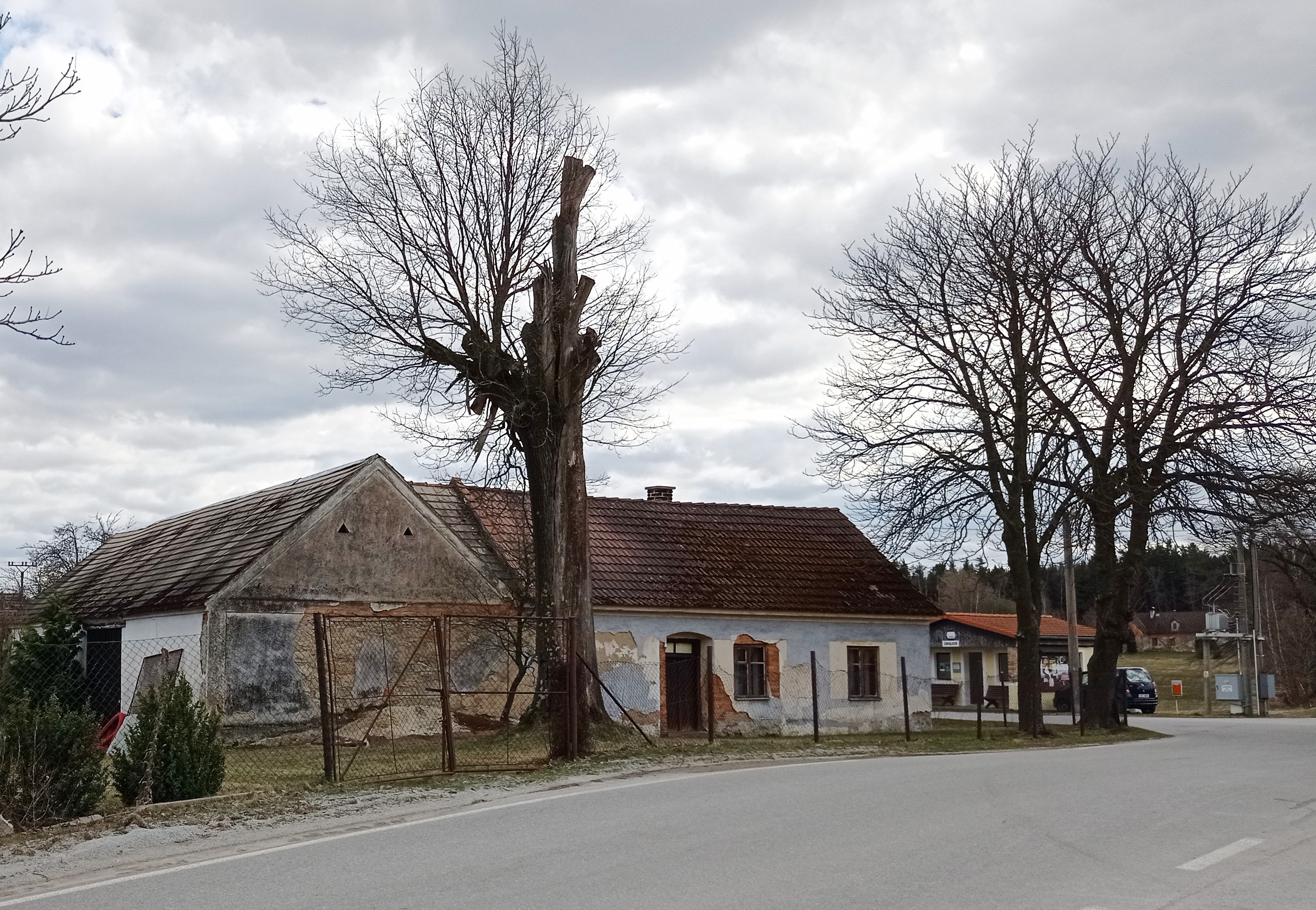
Stavení čp. 24
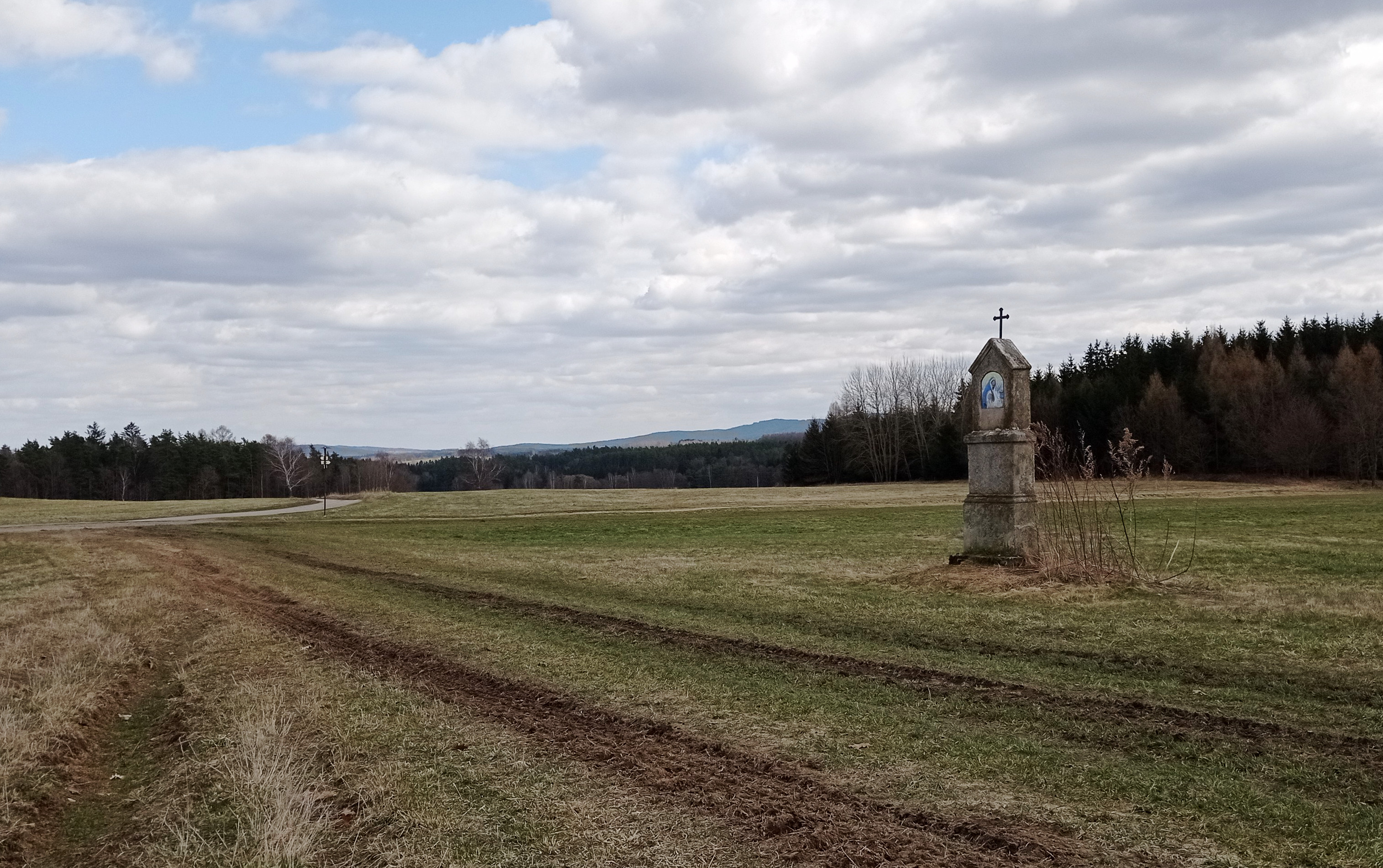
Boží muka při cestě na Klažary